# گرکلاغ گردن‌سفید
گرکلاغ گردن‌سفید (نام علمی: Picathartes gymnocephalus) نام یک گونه از سرده گرکلاغ است.